# Departamentul Noya
Departamentul Noya este un departament din provincia Estuaire  din Gabon. Reședința sa este orașul Cocobeach.